# حلكة غانيشا
حُلْكَة غانيشا (باللاتينية: Ganesa Macula) هي مَعلم داكن على سطح قمر زحل تيتان. سُمِّيَت على اسم الإله الهندوسي غانيشا.
حُدِّدَت غانيشا سابقًا مبدئيًا على أنها قبة بركانية جليدية، نتيجةً لمزيج من الماء والأمونيا يندفع من مركز القبة وينتشر للخارج ليشكل رواسب تشبه بالبَنْكِيك. ومع ذلك، فقد أظهرت البيانات الطوبوغرافية منذ ذلك الحين أنها ليست على شكل قبة، ونتيجة لذلك، لم يعد هناك أي دليل على أنها من أصل بركاني.